# Oliver Howard
Oliver Otis Howard (ur. 8 listopada 1830 zm. 26 października 1909) – zawodowy oficer Armii Stanów Zjednoczonych, walczył w wojnie secesyjnej w stopniu generała majora po stronie wojsk Unii. Odznaczony Medalem Honoru, uczestniczył w bitwach pod Chancellorsville i Gettysburgiem. Po wojnie został w wojsku i walczył m.in. z Indianami z plemienia Nez Percé, zajmował też różne posady w administracji i szkolnictwie wyższym. Zmarł w Burlington w stanie Vermont, gdzie zostały złożone jego prochy.